# ㅕ

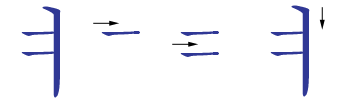
筆順

ㅕは、ハングルを構成する母音字母のひとつ。呼称はヨ（여）。18番目の字母（『訓蒙字会』以降は母音字母としては4番目、『訓民正音』当時は最初の「ㆍ」から11番目（最後））である。始めと終わりで音色の異なる二重母音字。

## 音声
母音/ㅣ/[i]の構えから/ㅓ/[ʌ]（標準語）（中期朝鮮語・方言では[ɘ]、文化語では[ɔ]）を調音したときに生じる音。単独で発音した場合、硬口蓋半母音[j]による[jʌ]（[jɘ]・[jɔ]）である。子音字母につけられる場合は、i系の上昇二重母音を表すが、朝鮮語で/i/の要素は後続母音よりも前の子音のほうに強く働き、子音を口蓋化させる役割を果たす。

## 沿革
『訓民正音』の中声字において天を象る「ㆍ」2つと人を象る「ㅣ」とによって構成され、ㆍが内（左側）に置かれていることにより地から始まる陰母音の再出字（ㆍが二つの字）に分類される。世宗序では「如彆字中聲」と規定されている。
その名称は『訓蒙字会』（1527年）でヨ（여、余）とされた。

## 造字
中性母音の字母と組み合わさってㅖ [je]が作られる（ㅕ + ㅣ）。

## ラテン文字転写
文化観光部2000年式ではyeo、マッキューン＝ライシャワー式ではyŏと表記される。
Hyundai（현대）のように、企業名や人名、団体名ではyuになることもある。

## 文字コード
| 名称                 | 種類   | コード | HTML実体参照コード | 表示 |
| HANGUL LETTER YEO    | 単体   | U+3155 | &#12629;           | ㅕ   |
| HANGUL JUNGSEONG YEO | 中声用 | U+1167 | &#4455;            | ᅧ     |